# Дендеберова, Елена Юрьевна
Елена Юрьевна Дендеберова (Кузнецова; род. 4 мая 1969, Ленинград) — советская и российская пловчиха, призёр Олимпийских игр, чемпионатов мира и Европы. Заслуженный мастер спорта СССР (1984). Специализировалась в комплексном плавании и плавании вольным стилем. Единственная в истории советская и российская пловчиха, которая выиграла олимпийскую медаль в женском комплексном плавании.
Тренер — заслуженный тренер СССР Глеб Петров.

## Спортивные результаты
- 2-й призёр XXIV Олимпийских игр (1988) дистанция 200 м, комплексное плавание.
- Участница XXIV Олимпийских игр (1992) — 4 место.
- 2-й призёр чемпионата мира (1986).
- 2-кратный призёр первенств Европы (1985, 1987).
- 4-кратная победительница Кубка Европы (1983—1985).
- 2-кратный призёр розыгрыша Кубка Европы (1983—1985).
- Чемпионка международных соревнований «Дружба-84».
- 55-кратная чемпионка СССР (1984—1992)
- Многократный призёр первенств СССР.
- Установила много рекордов страны.
- Юношеский рекорд СССР/России на дистанции 200 м комплексным плаванием, установленный ею в 1984 году был побит только в 2018 году Анастасией Сорокиной[3].
- Юношеский рекорд СССР/России на дистанции 400 м комплексным плаванием, установленный ею в 1984 году, был побит Сорокиной в 2021 году[4].

На Олимпийских играх 1988 года в Сеуле выиграла серебро на дистанции 200 м комплексным плаванием, уступив только Даниеле Хунгер из ГДР. Ей же Дендеберова уступила в борьбе за бронзу на дистанции 400 м комплексом на Олимпиаде-1988 и 200 м комплексом на Олимпиаде-1992.

## Личная жизнь
От первого мужа — дочь Виктория (1994). Второй муж с 2005 года — пловец Виктор Кузнецов. От него — сын и дочь Александра (род. 2006), также пловчиха. У Кузнецова также двое детей.
В настоящее время занимается тренерской деятельностью в СШОР "Экран". Среди действующих спортсменов - чемпионы и рекордсмены мира, Европы, России, в том числе: Мирон Лифинцев, Егор Корнев.